# Richard Wilson (författare)
Richard Wilson, född 1920, död 1987, var en amerikansk science fiction-författare som 1969 belönades med Nebulapriset för långnovellen Mother to the World.